# Resolución 350 del Consejo de Seguridad de las Naciones Unidas
Resolución 350 Consejo de Seguridad de las Naciones Unidas, adoptada el 31 de mayo de 1974, estableció la Fuerza de las Naciones Unidas de Observación de la Separación, para supervisar el alto el fuego entre Israel y Siria tras la guerra de Yom Kipur. La FNUOS se estableció inicialmente por un período de seis meses, pero su mandato ha sido renovado por resoluciones posteriores.
La resolución 350 fue adoptada por 13 votos a favor y ninguno en contra, sin la participación de China e Irak.